# Мифы Италии

## Божества
См. Италийская мифология, Римская мифология, Этрусская мифология.

## Этрурия
- Абант. Этрусский воин. Командовал воинами из Популонии и Ильвы[1]. Погиб в бою[2].
- Авлест. Царь. Этрусский воин, приплыл на помощь Энею[3]. Убит Мессапом[4].
- Авлет. Отец Окна. Основатель Перузии[5]. Отец или брат Окна, основатель Фелсины (англовики). en:Auletes
- Акрон. Родом грек, прибыл из Корита с войском этрусков. Убит Мезенцием[6].
- Алкимедонт. Один из тирренских пиратов, превращённых Дионисом в дельфинов[7].
- Асил. Этрусский воин. Прорицатель[8].
- Астир. Этрусский воин[9].
- Бенак. Отец этруска Минция[10].
- Бианор. Мантуанский герой, упоминается его могильный холм[11].
- Вегона. Этрусская пророчица, или нимфа[12]. Или Бигоис, или Вегойя[13].
- Диктид. Один из тирренских пиратов, превращённых Дионисом в дельфинов[14].
- Камилл. Имя Гермеса у этрусков[15].
- Кориф.
- Купра. Имя Геры у тирренцев[16].
- Лавс.
- Ливий. (Либий./Либид.) Один из тирренских пиратов, превращённых Дионисом в дельфинов[17].
- Ликабант. Один из тирренских пиратов, превращённых Дионисом в дельфинов[18].
- Малей. Пеласг, владевший местностью в Тиррении, где позднее было местечко Регис Вилла. Затем с пеласгами отправился в Афины[19]. Основа «Мал» (в микенских текстах mar-) широко представлена в топонимике[20].
- Мант. Этрусский подземный демон, по Сервию. Возможно, неправильное толкование слова мундус[21].
- Манто. Из Этрурии, пророчица. Родила от Тибра сына Окна. Её именем назван город Мантуя[22]. Дочь Тиресия или Геракла[5].
- Мар. Один из авсонов. С лица был человек, а со спины — конь. Прожил 123 года, трижды умирал и трижды возвращался к жизни[23]. Сопоставляется с этрусским Марисом[24].
- Массик. Этрусский воин. Плывёт на корабле «Тигр» из Козы и Клузия[25].
- Медонт. Один из тирренских пиратов, превращённых Дионисом в дельфинов[26].
- Мезенций.
- Меланф (Мелант). Один из тирренских пиратов, превращённых Дионисом в дельфинов[17].
- Минций. Сын Бенака. Этрусский воин[27].
- Навас. Сын Тевталида, царь пеласгов. В его правление пеласги изгнаны эллинами и, оставив корабли у реки Спинет в Ионийском заливе, захватили город Кротону и основали Тирсению[28]. В другом чтении Нан[29].
- Нан. Карлик из этрусской мифологии. Отождествляется с Одиссеем[30].
- Окн.
- Орнит. Этрусский воин, союзник Энея. Убит Камиллой[31].
- Офельт. Один из тирренских пиратов, превращённых Дионисом в дельфинов. Пленил Диониса[32].
- Писей. Тиррен, изобретатель ростра[33].
- Прорей. Один из тирренских пиратов, превращённых Дионисом в дельфинов[34].
- Расенн. Некий вождь этрусков, по имени которого их называют расеннами[35]. «расен» переводится как «государство, народ»[36].
- Симонт. Один из тирренских пиратов, превращённых Дионисом в дельфинов[37].
- Тагет.
- Тархон.
- Тевконт. См. Тархон (ошибочное написание у Ватиканского мифографа III 1, 80).
- Тибр. Этруск. Жена Манто, сын Окн[38]. Его именем названа река Тибр[39], жил ранее Тиберина. Либо вейентский царь Тебр[40].
- Тиррен.
- Тиррен. Этрусский воин, побеждает Аконтея[41].
- Тит. Одна из распространённых основ этрусских имён, более 250 раз. В Фессалии титакс — «царь»[42]. Титии — одна из римских триб, этрусское название[43].
- Туран. (Turan, скорее Тиран) «Дающая». Имя Афродиты в этрусских надписях[44]. Сопоставляется с греч. тиранн.
- Туск. Сын Тиррена. Направился в область, которую по его имени назвали Туския[45].
- Ферония. (лат.) Богиня в Тиррении. Её именем назван город Ферония[46]. Мать Эрула[47]. Её храм у Таррацины[48]. Жена Анксура[49].
- Эпопей. Один из тирренских пиратов, превращённых Дионисом в дельфинов[50].
- Эфалид. (Эфалион.) Один из тирренских пиратов, превращённых Дионисом в дельфинов[51].
- Олен Кален. Этрусский провидец, современник Тарквиния Гордого[52].

Топонимы:
- Кеикна. Известный гентилиций у этрусков[53].
- Писа. Город в Тиррении. Основан спутниками Нестора, заблудившимися при возвращении из-под Трои[54].
- Тиррения. Страна[55].
- Тиррены.

См. также:
- Одиссей. По версии, умер в Этрурии.

## Герои из Центральной Италии
- Абарис. Италийский воин. Убит Евриалом[56].
- Авентин. Италийский герой. Сын Геракла и жрицы Реи[57]. Царь аборигенов[58].
- Авн. Обитатель Апеннинских гор. Его сын — союзник Энея, убит Камиллой[59].
- Аквикол. Италийский воин. Побеждён Пандаром и Битием[60].
- Акка. Воительница, спутница Камиллы[61].
- Аконтей. Италийский воин. Убит Тирреном[62].
- Актор. Аврунк, у которого в битве Турн добыл пику[63].
- Алез. См. Галес.
- Алканор. Италийский воин, сын Форка. Эней ранит его, пронзив плечо[64].
- Алмон (Альмон). Первенец Тирра. Воин италийцев, убит троянцами[65].
- Алс (Альс). Италийский воин. Убил Подалирия[66].
- Анксур. Италийский бог, муж Феронии[49]. См. Вергилий. Энеида VII 800.
- Анксур. Италийский воин. Эней отсёк ему руку[67].
- Антей. Италийский воин[68].
- Анхемол. Царевич маррубиев, сын Рета.
- Архипп. Царь марсов. Послал на помощь Турну Умброна[69].
- Арцент. Воспитал сына Темилла (?) над током Симета и послал его на помощь Энею[70].
- Арцетий. Италийский воин. Убит Мнесфеем[71].
- Асбут. Воин, сторонник Энея. Убит Турном[72].
- Асил. Италийский воин. Убил Коринея[73].
- Ассарак. «Два Ассарака» упомянуты Вергилием[74].
- Валер. Италийский воин, убил Агида[75].
- Венилия. Нимфа, мать Турна[76]. Родила от Януса Каненту[77]. Венилия. (лат.)[78] Римское божество[79]. Жена Нептуна, мать Пилумна (Любкер).
- Вольцент. Отец Камерта из италийских Амикл[80].
- Галес (Галез). Авсонийский старик. Убит троянцами[81].
- Галес.
- Гемон[82]. Италийский воин, любимец Маворса. Побеждён Пандаром и Битием[83].
- Гемонид. Италиец, жрец Аполлона и Гекаты. Убит Энеем[84].
- Гербез. Италийский воин. Убит Евриалом[56].
- Герник. Согласно Юлию Гигину, пеласг, а племя герников — пеласгийская колония[85].
- Гиас. Италийский воин, сын Мелампа. Убит Энеем[86].
- Гисбон. Италийский воин. Убит Паллантом[87].
- Давк. Отец италийцев Тимбера и Ларида[88].
- Дерценн. Царь Лаврента. Его курган упоминает Вергилий[89].
- Дриопа. Нимфа, родила от Фавна Тарквита[90].
- Еврит. Отец чеканщика Клона[91].
- Ил. Италийский воин. Избежал смерти от Палланта[92].
- Имаон. Италийский воин, спутник Алеза[93].
- Итал.
- Калиба. Жрица Юноны. В её облике Аллекто предстаёт во сне перед Турном[94].
- Камерт. Царь италийских Амикл, сын Вольцента. Воин[95]. Его обличье принимает Ютурна[96].
- Камес[97]. Древний царь Италии, брат или соправитель Януса. От него область Камесена[98].
- Камилла.
- Касмилла. Жена Метаба, мать Камиллы[99].
- Касперия. Мачеха Анхемола (см.)[100].
- Кверцент. Италийский воин. Побеждён Пандаром и Битием[60].
- Кидон. Сын Форка, италийский воин. Влюблён в Клита. Братья спасли его от Энея[101].
- Киссей[102]. Италийский воин, сын Мелампа. Убит Энеем[86].
- Клавз. Сабинянин. Прародитель Клавдиев. Италийский герой[103]. Убивает Дриопа[104].
- Клон. Сын Еврита. Чеканщик[91].
- Купенк. Италийский воин. Убит Энеем[105].
- Лаг. Италийский воин. Убит Паллантом[106].
- Лам. Италийский воин. Убит Нисом[107].
- Лам.
- Ламир. Италийский воин. Убит Нисом[107].
- Ларид. Италийский воин, сын Давка, брат-близнец Тимбера. Убит Паллантом[108].
- Ларина. Воительница, спутница Камиллы[109].
- Лигер. Италийский воин. Убил Эмафиона[73]. Брат Лукага, убит Энеем[110].
- Лих. Италийский воин, посвящённый Аполлону. Убит Энеем[111].
- Лука. Италийский воин[68].
- Лукаг. Италийский воин, брат Лигера. Убит Энеем[112].
- Луцет. Италийский воин. Убит Илионеем[113].
- Маг. Италийский воин. Молит Энея о пощаде, но тот убивает его[114].
- Мамерк. Сын Марса и Сильвии, оскский герой[115].
- Меламп. Италиец, помощник Геракла. Отец Гиаса и Киссея[116].
- Меон. Италийский воин, сын Форка. Убит Энеем[117].
- Мессап[118]. Сын Нептуна, укротитель коней. Италийский герой, вождь эквов[119]. Шлем Мессапа захватывает Евриал[120].
- Метаб[121]. Царь Приверна, жена Касмилла, дочь Камилла[122].
- Неалк. Италийский воин. Убил Салия[123].
- Нифей. Италийский воин. Убит Энеем[124].
- Нума. Италийский воин. Погиб во время вылазки Ниса и Евриала[125].
- Нума. Италийский воин[68].
- Нуман. По прозвищу Ремул. Италийский воин. Женат на младшей сестре Турна. Убит Асканием[126].
- Нумитор. Италийский воин, сын Форка. Ранит Ахата[127].
- Обал (Ойбал)[128]. Сын Гелона и нимфы Себета. Италийский герой[129].
- Окел. Основал город Опсикеллу в Кантабрии. Вместе с Антенором и его детьми переправился в Италию[130].
- Онит. Италийский воин. Сын Эхиона и Перидии. Убит Энеем[131].
- Ортигий. Италийский воин. Убит Кенеем[132].
- Осиний. Царь Клузия, на его корабль забирается Турн, преследуя Энея[133].
- Осирид. Италийский воин. Убит Тимбреем[134].
- Перидия. Жена Эхиона, мать италийца Онита[135].
- Пикумн. (лат.) Бог, брат Пилумна. Назывался Стеркут[136].
- Пилумн. Прапрадед Турна[137]. Орифия подарила ему коней[138]. Женился на Данае и основал Ардею[139].
- Пилумн и Пикумн[140].
- Приверн. Италийский воин. Убит Каписом[141].
- Рапон. Италийский воин, убил Орса и Парфения[142].
- Рем. Италийский воин. Убит Нисом[143].
- Ремул. Прозвище италийца Нумана[144].
- Ремул. Италийский воин. Его конь убит Орсилохом[145].
- Рет. Италийский воин. Убит Евриалом[146].
- Рет[100] Отец италийца Анхемола[147].
- Ретей. Италийский воин. Убит Паллантом[148].
- Сакет. Италийский воин[149].
- Сакратор. Италийский воин. Убил Гидаспа[150].
- Серран. Италийский воин. Убит Нисом[151].
- Сукрон. Италийский воин. Убит Энеем[152].
- Сфений. Италийский воин. Убит Паллантом[153].
- Тал. Италийский воин. Убит Энеем[154].
- Танаис. Италийский воин. Убит Энеем[154].
- Тарквит. Сын Фавна и нимфы Дриопы. Италийский воин. Убит Энеем[155].
- Тарпея. Воительница, спутница Камиллы[156].
- Темилл. Сын Арцента, вырос над током Симета. Союзник Энея. Убит Мезенцием[157].
- Терон. Италийский воин. Убит Энеем[158].
- Тимбер. Италийский воин, сын Давка, брат-близнец Ларида. Убит Паллантом[159].
- Тмар. Италийский воин. Побеждён Пандаром и Битием[83].
- Толумний[160]. Италийский царь, союзник Турна[161]. Гадатель[162]. Убит троянцами[163].
- Тулла. Воительница, спутница Камиллы[156].
- Умброн. Служитель богов из Маррувия, города марсов. Италийский герой[164].
- Уфент. Царь города Нерсы. Италийский герой[165]. Убит Гиантом[166].
- Фад. Италийский воин. Убит Евриалом[56].
- Фар. Италийский воин. Убит Энеем[167].
- Форк. Италиец. Отец Кидона, Меона, Алканора и Нумитора (всего 8 сыновей)[168].
- Фроний. Италийский воин. Убит Салием[123].
- Цедик. Подарил Ремулу из Тибурта пояс[169].
- Цедик. Италийский воин, убит Альката[150].
- Цекул (Кекул).
- Цетег. Италийский воин. Убит Энеем[154].
- Эбуз. Италийский воин. Убит Коринеем[170].
- Эзис. Царь пеласгов, от которого получили названия священные убежища в Пицене[171].
- Эпулон. Италийский воин. Убит Ахатом[71].
- Эрул (Герил). Царь Пренесте, сын Феронии. Мать дала ему три души. Трижды убит Евандром[172].
- Эхион. Отец италийца Онита[135].
- Ютурна.

А также:
- Итан. Самнитянин, первым изготовивший длинный 4-угольный щит[173].
- Прока. (лат.)[174] Древний италийский царь. См. Овидий. Фасты VI 143.
- Салии[175]. Коллегия.
- Тарпея[176]. Римская героиня.

Топонимы:
- Аверн. (лат.) Озеро в Италии, вход в подземный мир[177].
- Алмон. Река[178].
- Галес. Река[179]. См. Проперций. Элегии II 34, 67 (про Вергилия).
- Италия. Страна. По версии Гелланика, названа по имени быка (или тёлки), отбившегося от стада Геракла. Ибо тирренцы называют быка «витулус», что изменилось в «италос»[180]. Италию называют «пажить тельчих стад»[181].
- Кампания. Область в Италии[182].
- Кампанцы[183].
- Касперия. Город в Лации.
- Кимины. Народ, который посетил Геракл и вонзил в землю железный брус. Когда он его вытащил, за ним последовал поток воды и образовал Киминское озеро[184].
- Навет. Река в Италии[185]. См. Навпрестиды.
- Полидегмон. Гора в Италии, с которой текут все её реки[186].
- Фурий. Город[182].

См. также:
- Орест. По версии, умер в Италии.
- Певкетий. Переселился из Аркадии в Япигию.
- Филоктет. Поселился в Италии.

### Рутулы
- Атин. Воин-рутул[187].
- Венул. Посол от Турна к Диомеду[188] в Аргириппу[189]. Тархон пленит его в битве[190].
- Волуз. Военачальник Турна[191].
- Вольцент. Начальник конного отряда италийцев, рутул[192]. Пленит и убивает Евриала. Убит Нисом[193].
- Главк. По версии, отец Турна[194]. См. Давн.
- Давн. Отец Турна, из Ардеи[195].
- Идмон. Вестник Турна[196].
- Камилл. Военачальник Турна[197].
- (Клит.) Воин в армии Турна, возлюбленный Кидона[198].
- Метиск. Возница Турна. Его облик принимает Ютурна, сбросив того с колесницы[199].
- Мурран. Италийский воин. Друг Турна[200]. Убит Энеем[201].
- Сульмон. Рутул. Убит Нисом[202].
- Таг. Рутул. Убит Нисом[203].
- Тиррен. По версии, написание имени Турна[204].
- Турн.

## Область Лация
- Акет[205]. Оруженосец Евандра, участвует в погребении Палланта[206].
- Албунея. (Альбунея.)[207] Сивилла, жившая близ Тибура. В водах реки Аниен обнаружена её статуя с книгой в руке, сенат перенёс её в Капитолий[208]. «Албунейский лес» с оракулом Фавна[209].
- Алмон. Приток Тибра. Отец нимфы Лалы[210].
- Амата.
- Амулий. Царь Альбы[211].
- Анна. Сестра Дидоны[212]. Прибыла в Италию и бросилась в реку Нумик, став Анной Перенной[213]. Овидий излагает и другие версии отождествления Анны Перенны.
- Антей. Согласно Ксенагору, сын Одиссея и Кирки, основавший город в Италии[214]. (По Д. О. Торшилову, ошибочно дочь Анция[215])
- Антон. Сын Геракла, от которого вёл род Антоний[216]. Антоний именовал себя потомком Геракла[217].
- Антор. Друг Геракла. Покинул Аргос и поселился в Италии с Евандром. Убит Мезенцием[218]. en:Antor
- Арг. Некий герой, убитый аркадянами в Лации. От него название Аргилетский лес[219]. В эпоху Вергилия это квартал Рима. По другой версии, название от Арга, убитого отцом сына этруска Олена Калена[220].
- Арг. Сын Финея и Данаи, в редком варианте мифа, где она и её два сына Арг и Аргей путешествуют в Италию.
- Аргей. Сын Финея и Данаи. См. Арг.
- Ардей (англ.). Согласно Ксенагору, сын Одиссея и Кирки, основатель города в Лации[214].
- Арикия. Племянница Эгея, жена Вирбия. Нимфа, влюблённая в Ипполита[49]. См. Вергилий. Энеида VII 762.
- Вирбий[221]. Имя Ипполита после воскрешения[222].
- Вирбий. Из Ариции. Сын Ипполита. Италийский герой[223].
- Дексифея. По версии, дочь Форбанта, жена Энея, мать Ромула и Рома[224].
- Демодок. Воин, спутник Палланта. Убит Алезом[225].
- Диомеда. По версии, жена Палланта, мать Евриала[226].
- Дранк. Латинский старец[227]. Произносит речь к Турну[228].
- Евандр (сын Гермеса).
- Илия. Дочь Энея и Евридики[229]. Мать Ромула и Рема[230]. См. Первый Ватиканский мифограф I 30.
- Итал. Сын Телегона и Пенелопы[231]. Жена Левкария, дочь Рома[224]. По другому пониманию Плутарха, сын Телефа[232].
- Какий.
- Какия (Кака, англ.) Сестра Кака, сообщила Гераклу об украденных быках[233].
- Канента.
- Капис[234]. Потомок Энея, царь Альба-Лонги.
- Кармента.
- Карменты. Богини[79]. Богини родов[235].
- Каски. Согласно Савфею, первые поселенцы Лация, которых потом стали именовать аборигенами[236].
- Катилл[237]. Сын Амфиарая, начальник флота Евандра. Дед ЭЭкл послал его на поиск нового места поселения, в Италии у него родились три сына: Тибурт, Кор и Катил[238]. Либо сын Амфиарая, брат Кора и Тибурта (Любкер).
- Катилл. Италийский герой, брат Кора и Тибуртия. Из Тибура[239]. Убивает Иолая и Герминия[240]. Три брата — основатели Тибура, внуки Амфиарая[241]. См. Гораций. Оды I 18, 2; II 6, 5.
- Кип. Римский герой. У него выросли рога. Ему дали земли и повесили рога над дверью храма[242].
- Кор. Италийский герой. Из Тибура[243].
- Лавиния.
- Ладон. Воин, спутник Палланта. Убит Алезом[225].
- Лала (греч. «Болтунья») Дочь Альмона. Тибрская нимфа. Юпитер приказал вырвать ей язык. Родила от Гермеса близнецов Ларов[244]. См. Мута.
- Латин.
- Латин Сильвий (англ.)
- Левкария. (другие чтения Электра[245] и Левктра.) По версии, дочь Латина, жена Итала, мать Рома[246]. Либо жена Итала, мать Ромы[224].
- Марика.
- Никострата. Прорицательница, мать Евандра. Предсказала, что Гераклу суждено стать богом. Евандр принёс ему жертву[247]. Именовалась италийской сивиллой[248]. См. Кармента.
- Нумитор[249]. Царь Альбы.
- Ород. Воин, сражался за Энея. Убит Мезенцием[250].
- Паллант (сын Евандра).
- Палланта. (Паланта.) По версии, жена Латина, от неё название Палатин[251]. Паллантия[252]. Дочь Евандра, от неё название холма (Любкер).
- Паноп. Участвовал в погребальных играх по Анхису, состязался в беге[253]
- Патрон. Тегеец, спутник Акеста[254]. Состязался в беге на играх в честь Анхиса. Либо фуриец, отправившийся в поход с Энеем[255]. Либо некий спутник Евандра, покровитель и помощник нуждающихся[256].
- Пинарий. Жил на Палатине. Оказал радушный приём Гераклу[257]. Обучен эллинским священнодействиям[258]. Дом Пинариев хранил святыни Геракла[259].
- Потитий (Потиций). Учредитель праздника Геракла[260]. Обучен эллинским священнодействиям[258].
- Рамнет. Италийский гадатель. Внук Ремула тибуртинца. Убит Нисом[261].
- Ремул. Из Тибурта. Дед Рамнета. Получил в подарок от Цедика пояс[169]
- Рея. Жрица, родила на Авентинском холме от Геракла Авентина[262].
- Ром.
- Рома.
- Роман. По версии, сын Одиссея и Кирки, основатель Рима[224].
- Ромис. По версии, тиран латинян, изгнавший этрусков и основавший Рим[224].
- Ромул.
- Сагарий. Раб Энея[263].
- Салий. Аркадец, прибыл из Мантинеи с Энеем в Италию и научил юношей пляске с оружием[264].
- Салий. Акарнанец, спутник Акеста[254]. Участвовал в погребальных играх по Анхису, состязался в беге[253]. Убил Фрония и был убит Неалком[265].
- Сибарис. Воин, сторонник Энея. Убит Турном[266].
- Сильвий.
- Сильвия. Дочь пастуха Тирра. Когда Асканий убил оленя, она созвала соседей[267].
- Рея Сильвия.
- Стримоний. Воин, спутник Палланта. Алез отсёк ему руку[268].
- Тархетий. Царь альбанов. Согласно Промафиону, его рабыня родила от божества близнецов, он приказал погубить их, но их выкормила волчица, а затем пастухи, и они убили Тархетия[224].
- Тевтрант[269]. Воин, спутник Палланта, брат Тира[270].
- Телегон. По историку Каллию, сын Латина и Ромы, вместе с братьями основал Рим[214]. В Тускуле показывали «стены Телегона»[271][272].
- Тиберин (англ.[273]. Бог. Является Энею во сне[274]. Слышит мольбу Палланта[93]. Бога реки Тибр призывали авгуры[275]. По другой версии, сын Капета, царь албанский[276].
- Тибуртий. Италийский герой, брат Кора и Катилла. Его именем назван Тибур[277].
- Тир. Воин, спутник Палланта, брат Тевтранта[270].
- Тирр (конъектура к Дионисию: Тиррен)[278]. Царский пастух, чью дочь звали Сильвия[279]; свинопас, советник Латина[280]. Лавиния бежала в лес к нему и родила Сильвия[281].
- Ферет. Воин, спутник Палланта. Убит Алезом[225].
- Феспиода. «Божественно поющая». По предположению, имя нимфы, матери Евандра, которую также называли Кармента[282].
- Фоант. Воин, спутник Палланта. Убит Алезом[283].
- Эгест. Сын Нумитора, убитый Амулием (согласно Дионисию Галикарнасскому)
- Эгист. Первый жрец Пенатов (богов, вывезенных Энеем из Троады) в Лавинии[284].
- Электра. См. Левкария.
- Эмилон. По Павлу Диакону, второй сын Аскания, родоначальник Эмилиев[285].
- Эмилия. Дочь Энея и Лавинии, зачала от Ареса Ромула[224]. От неё род Эмилиев.
- Эней Сильвий. Царь.
- Юл.

Топонимы:
- Ардея. Когда был разрушен город Ардея, из пепла вылетела цапля (ardea)[286].
- Арикия (англ.). Город, в нём святилище Артемиды Арикийской[287].
- Лаврент. Город в Лации. Возможно, в микенских текстах Лавранфия (ra-wa-ra-ti-ja)[288].
- Рамны. Одна из римских триб.
- Тарпея[176]. Римская героиня.
- Эпулоны[289]. Коллегия жрецов.

### Троянцы
- Абант[290]. Спутник Энея[291].
- Актор. Троянец, спутник Энея[292].
- Алет[293]. Старик, спутник Энея[294].
- Алкандр. Троянский воин. Убит Турном[295].
- Алкат (Алькат.) Троянец, спутник Энея. Убит Цедиком[150].
- Амастр. Сын Гиппота, спутник Энея. Убит Камиллой[296].
- Амик. Спутник Энея[297]. Убит Турном[298].
- Антей. Спутник Энея[299].
- Анфей. Воин, спутник Энея[300].
- Аррунт. Троянский воин[301]. Убил Камиллу, погиб от стрелы Опис[302].
- Асий (сын Имбраса). Троянец, спутник Энея[303].
- Атис. Спутник Энея, друг Аскания. Юноша, участвовавший в конных упражнениях. От него род Атиев[304].
- Афидн. Троянский герой. Убит Турном[305].
- Ахат. Верный спутник Энея[306].
- Бут[307]. Троянский воин, спутник Энея. Убит Камиллой[308].
- Бут[307] Оруженосец Анхиса. Его облик принимает Аполлон, обращаясь к Асканию[309].
- Галис. Троянский воин. Убит Турном[295].
- Гарпалик. Воин, спутник Энея[310].
- Гебр. Троянский воин, сын Долихаона. Убит Мезенцием[311].
- Герминий. Троянский воин, убит Катиллом[312].
- Гиант. Спутник Энея[313]. Участвовал в состязаниях кораблей на погребальных играх по Анхису (корабль «Химера»)[314]. Убил Уфента[166].
- Гиг. Троянский воин. Убит Турном[315].
- Гидасп. Троянский воин, спутник Энея. Убит Сакратором[316].
- Гилл. Спутник Энея. Убит Турном[317].
- Дарет. Спутник Энея. Участвовал в погребальных играх по Анхису, состязался в кулачном бою, побеждён Энтеллом[318]. Убит Турном[266].
- Диоксипп. Троянский воин. Убит Турном[319].
- Демофонт. Воин, спутник Энея[310].
- Долихаон. Отец Гебра, спутника Энея[311].
- Дриоп. Спутник Энея. Убит Клавзом[320].
- Евант. Троянский воин. Убит Мезенцием[321].
- Евмел. Спутник Энея[322].
- Евней. Сын Клития, спутник Энея. Убит Камиллой[323].
- Евриал (сын Офельта).
- Идас. Троянский воин. Убит Турном[324].
- Илионей. Спутник Энея[325]. Старик, обращается к Дидоне[326]. Посол к Латину[327].
- Иолай. Троянский воин. Убит Катиллом[240].
- Итис. Троянский воин. Убит Турном[324].
- Каик. Спутник Энея[328].
- Кастор. Старый троянец, спутник Энея[303].
- Кеней. Троянский воин, спутник Энея. Убил Ортигия, но убит Турном[329].
- Клоанф. (Клоант.) Спутник Энея[330]. Предок рода Клуенциев. Победил в состязаниях кораблей на погребальных играх по Анхису (корабль «Скилла»)[331].
- Клоний[332]. Троянский воин. Убит Турном[319].
- Клоний[332] Троянский воин. Убит Мессапом[333].
- Кориней. Спутник Энея[334]. Убит стрелой Асила[335].
- Кориней. Троянский воин. Убил Эбуза[170].
- Крефей. Троянский воин. Певец. Убит Турном[336].
- Крефей. Троянский воин. Убит Турном[337].
- Латаг. Троянский воин. Убит Мезенцием[338].
- Левкаспид. Спутник Энея, погибший во время морской бури. Эней встретил его в Аиде[339].
- Лик. Спутник Энея[340]. Убит Турном[341].
- Ликаон. Отец Эрихета, спутника Энея[342].
- Линкей. (Линцей.) Троянский воин, спутник Энея. Убит Турном[343].
- Лир. Спутник Энея. Убит Камиллой[344].
- Менот. Троянец. Кормчий Гианта, который в гневе сбросил его с корабля[345].
- Мероп[346]. Троянский воин. Убит Турном[305].
- Навт. Старец, спутник Энея[347]. Диомед по воле оракула вернул палладий троянцам[348]. Получил Палладий, его потомки Навтии совершали священнодействия Минерве[349]. Жрец Афины Полиады, взял из Трои её статую[350].
- Ноемон. Троянский воин. Убит Турном[295].
- Орс. Троянский воин, убит Рапоном[142].
- Орсилох. Троянский воин, спутник Энея. Убивает коня Ремула[145]. Убит Камиллой[351].
- Пагас. Спутник Энея. Убит Камиллой[352].
- Парфений. Троянский воин, убит Рапоном[142].
- Подалирий. Троянский воин. Убит Альсом[66].
- Приам (сын Полита). Спутник Энея. Юноша, участвовавший в конных упражнениях[353].
- Пританий. Троянский воин. Убит Турном[295].
- Промол. Троянский воин. Убит Турном[319].
- Сагарис. Троянский воин. Убит Турном[319].
- Сергест. Спутник Энея[354]. Предок рода Сергиев. Участвовал в состязаниях кораблей на погребальных играх по Анхису (корабль «Кентавр»)[355].
- Серест. Троянский воин, спутник Энея[356].
- Солим. Спутник Энея, его именем назван Сульмон[357].
- Сфенел. Троянский воин. Убит Турном[358].
- Терей. Воин, спутник Энея[310].
- Фалерий. Троянский воин. Убит Турном[315].
- Фамир. Троянский воин. Убит Турном[358].
- Фегей. Раб Энея[263] .
- Фегей. Троянский воин. Убит Турном[359].
- Фегей[360]. Троянский воин. Убит Турном[361].
- Ферсилох. (Терсилох.) Воин, сторонник Энея. Убит Турном[266].
- Фимбрид. (Тимбрид.) Троянец, спутник Энея[303]. Он же Тимбрей, убивший Осирида[134].
- Фимет[362]. Молодой воин. Сын Гикетаона[74]. Убит Турном[363].
- Фол. Троянский воин. Убит Турном[358].
- Хлорей. Жрец Кибелы. Троянский воин, спутник Энея[364]. Убит Турном[266].
- Хромий. Воин, спутник Энея[310].
- Эмафион. Спутник Энея. Убит дротиком Лигера[73].
- Эолид. Троянский воин, убит Турном[365]. Его имя Клитий (англ.).
- Эриманф. Троянский воин. Убит Турном[305].
- Эрихет. Сын Ликаона, спутник Энея. Убит Мессапом[366].

## Южная Италия
- Абант. Спутник Диомеда. Превращён в птицу[367].
- Авсон.
- Автолита. Жена Метапонта. Враждовала с Арной, сыновья которой Эол и Беот убили её[368].
- Агафирн. Сын Эола и Кианы. Основал город, названный Агафирн, в земле Агафирнитиде[369].
- Агрий. Сын Одиссея и Кирки[370]. От него Лаврентий Лид производил имя Грек[371]. Сопоставимо с именем Сильвий[372].
- Акмон. Спутник Диомеда. Оскорблял Афродиту, превращён в птицу, похожую на лебедя[373].
- Акрагант. Божество реки, представлялся цветущим отроком, его статую жители Акраганта посвятили в Дельфы[374].
- Ален. (Алайн.) Сводный брат Диомеда, был судьёй в споре между ним и Давном. Присудил Давну землю, а Диомеду добычу[375].
- Алибант. Отец Метаба[376]. Его имя носил город.
- Амалфея[377]. По некоторым, имя кимской сивиллы[378].
- Амфином. Сын Диомеда и дочери Давна[379].
- Афид. (Афейд.) Сын Полипемона, отец Эперита[380].
- Бай. Воин Одиссея. Его именем названа местность Байи в Италии[381]. Он там похоронен[382]. en:Baius
- Главк. Отец жрицы Деифобы[383].
- Давн.
- Давн. Сын Ликаона, переселившийся из Аркадии в Италию, его именем назван народ давнии[384].
- Деифоба. Дочь Главка, жрица Гекаты и Аполлона, которую встречает Эней[383]. Одно из имён кимской сивиллы.
- Демофила. Некоторые называют так кимскую сивиллу[385].
- Демо. Пророчица. Согласно историку Гипероху, была из Ким в стране опиков, где показывали её мраморную урну[386]. Сивилла[387].
- Дий. Царь. Согласно Асию, Меланиппа родила Беота в чертогах Дия[388].
- Диомед. Сын Диомеда и дочери Давна[389].
- Диомеда. Дочь Диомеда и дочери Давна[379].
- Дракон. Спутник Одиссея. Его храм недалеко от Лаоса в Южной Италии[390].
- Евиппа. Дочь Давна, жена Диомеда[391]. Родила ему Диомеда и Амфинома[389].
- Евксиния. (Эвксиния.) Мать одного из спутников Энея. Похоронена в низине между Мисеном и Авернским озером, в месте, названном Евксинский залив[392].
- Иапиг (Япиг).
- Иасий. Отец пеанида Япига[393].
- Идас[394]. Спутник Диомеда. Превращён в птицу[395].
- Иокаст.
- Италия. По версии, дочь Миноса[396].
- Кавлон (Кавл). Сын амазонки Клеты, основатель Кавлонии[397]. Основатель ахейской колонии Кавлония[398].
- Кайета (лат. Цеэта)[399]. Кормилица Энея (или Креусы, или Аскания). Её именем названо побережье или мыс[400]. Либо Кайета — прозвище кормилицы, от слова «сжигать», ибо там были сожжены корабли[401].
- Калх. Царь Давнии, полюбил Кирку, но та отвергла его. Предложила ему трапезу и превратила его в свинью. Когда на её остров пришло давнийское войско, она отпустила его, связав клятвой не возвращаться[402].
- Кекин. Бог реки, служащей границей областей италийских локров и Регия. Его сыном называли олимпийского победителя 484, 476 и 472 г. до н. э. Евфима. По преданию, он бросился в реку Кекин[403]. По велению дельфийского оракула Евфим обожествлён[404].
- Керас. В Италии первым смешал вино с водой реки Ахелой[405].
- Клеолай. Сын Миноса, явился из Крита в Давнию[406].
- Клета. Амазонка, кормилица Пенфесилеи. Основала город в Бруттии[407]. Клита. Амазонка, одна из двенадцати спутниц Пенфесилеи. Её корабль унесён в Италию, где она основала город Клета (en:Cleite).
- Комат. Пастух, приносил в жертву Музам коз из стада хозяина. Заключён за это в ларь хозяином, но его спасли пчёлы, которые по воле Муз кормили его мёдом[408].
- Кротон.
- Ксуф. Сын Эола и Липары. Царствовал в области у Леонтин, которая называлась по его имени Ксуфией[409].
- Лаврета. Дочь Лакиния, жена Кротона[410].
- Лакиний. Из Италии. Похитил у Геракла несколько коров, Геракл убил его[411]. Отец Лавреты[412]. См. Конон. Мифы 3.
- Ламприй. Некий герой из Тарента[413].
- Левкасия. Двоюродная сестра Энея, умершая во время его странствий, её именем назван остров близ залива Палинур[414].
- Лик. Спутник Диомеда. Превращён в птицу[367].
- Ликас. Спутник Одиссея, см. Полит.
- Меланкрера. Дочь Дардана и Несо, имя кимской сивиллы[415].
- Мессап. Его именем названа гора Мессапий в области Анфедона (Беотия). Прибыв в Япигию, дал стране имя Мессапия[416].
- Метапонт.
- Мисен.
- Никтей. Спутник Диомеда. Превращён в птицу[367].
- Палинур.
- Полипемон. Отец Афида, дед Эперита[380].
- Полит (спутник Одиссея).
- Прохита. Родственница Энея, её именем назван остров у берегов Италии[417]. Сибилла запретила Энею хоронить её в Италии[418].
- Регий. Местный герой, чьим именем назван город[419].
- Рексенор. Спутник Диомеда. Превращён в птицу[367].
- Сатирия (Сатира/Сатурия). Дочь Миноса, её именем названа местность вокруг Тарента[420]. Родила от Посейдона Тарента[421].
- Сетея. Троянская пленница. Сожгла греческие корабли, когда они прибыли в Бруттий, за что была убита. Её именем названа скала у Сибариса[422].
- Сибарис. Персонификация города, изображался на картине юношей[423].
- Сирида (en:Siris (mythology), у Страбона Сирита). Женщина, по имени которой назван город в Южной Италии[424]. Архилох говорит, что по названию реки.
- Скилла.
- Тарент.
- Триен. Отец чудовища Скиллы[425].
- Феано.
- Фоант (Фоон). из Посидонии. На него во время отдыха упала голова кабана, посвящённого не Артемиде, а себе[426].
- Энотр.
- Эперит. Сын Афида Полипемонида. Имя, которым представляется Одиссей[380].

А также:
- Фаланф. Спартанец, захвативший Тарент[427]. Спасён дельфином (Павсаний). Восьмое поколение после Геракла[428].

Топонимы:
- Ахеронт. Река в Италии, где был убит Александр Эпирский[429].
- Брундисий. Основан критянами, покинувшими Крит вместе с Тесеем, когда он убил Минотавра[430].
- Диомеда острова. Лежат перед побережьем Италии[431]
- Кайеты. Залив в Италии. Назван в честь кормилицы Энея[432].
- Кратис. Река в Италии[433]. То же — Крафия. Река у Сибариса. Храм Афины Крафийской[434].
- Кримисса. Местность, где поселился Филоктет[182].
- Кроний. В области Леонтин. Крайне испорченный фрагмент Симонида рассказывал об охотнике и святилище нимф в Кронии[435].
- Кротон. Город[182].
- Луканы. Племя[182].
- Мессапии. Переселенцы из Иллирика в Италию, вместе с аркадянами[436]. Либо прибыли с Крита[437].
- Метапонт. Город. Упомянутый в «Одиссее» (XXIV 304) Алибант, по схолиям, древнее название Метапонта[438]. Упомянут в пилосских табличках (Me-ta-po)[439], по более вероятному толкованию, это Метапа в Мессении[440].
- Мира. Согласно письму Платона, это город, его жители — троянцы, переселившиеся при Лаомедонте[441]. Племя мирийцев более нигде не упоминается, поэтому здесь ошибка, речь о луканцах и трактате Окелла Луканца[442].
- Певкетейский залив. В Южной Италии. Около него пещера Пана. Некогда апулийский пастух оскорбил нимф, живших там, неудачно подражая им в танце, и превратился в дикую маслину[443]. Либо мессапские юноши состязались с нимфами-эпимелидами у «Священных скал» в танце. Превращены в деревья[444].
- Регий. Город в Италии[445].
- Сиренусс. Мыс около Сиррента. Там Одиссей воздвиг святилище Афины[446].
- Тарент (en:Taras (mythology)). Город, основанный Гераклом[447].
- Флегрейские поля (Флегрейская равнина, en:Phlegra). Она же Кумская, около Везувия[381]. Там произошло сражение Геракла с гигантами. Диодор не верит, что на стороне Геракла сражались боги[448]. См. Аполлоний Родосский. Аргонавтика III 232, 1222.
- Энотрия. Область в южной Италии. Древние называли Италией только её[449].